# Grande Alemanha

Mapa do 3° Reich em 1943

Grande Alemanha (em alemão: Großdeutschland) é o conceito de estado-nação com o espaço vital adequado (Lebensraum) a todos os povos germânicos. A ele se contrapunha o conceito de Pequena Alemanha, que excluía a Áustria das pretensões alemãs. A ideia foi discutida já no século XIX, devido às discussões sobre a unificação dos Estados da Confederação Germânica ao Reino da Prússia, mas a corrente que advogada pela Pequena Alemanha venceu. No tempo da Alemanha Nazista, no entanto, Adolf Hitler resgatou a discussão e usou-a para legitimar a expansão alemã em direção à Áustria e o Leste Europeu.